# Frank Cousins
Frank Cousins (Bulwell, 8 september 1904 - 11 juni 1986) was een Brits syndicalist en politicus voor Labour.

## Levensloop
Cousins groeide op in een mijnwerkersgezin.
In 1918 werd hij eveneens werkzaam als mijnwerker. Vijf jaar later werd hij vrachtwagenchauffeur. Aanvankelijk transporteerde hij kolen, maar vanaf 1931 ging hij aan de slag als langeafstandschauffeur van vleestransporten tussen Schotland en Londen. Hij sloot aan bij de Transport and General Workers' Union (TGWU).
In juli 1938 ging hij aan de slag voor deze TUC-vakcentrale te Doncaster, alwaar hij in oktober 1948 werd aangesteld als nationaal secretaris voor het wegtransport. In 1955 werd hij vervolgens 'assistent algemeen secretaris' en in februari 1956 volgde hij Jock Tiffin op in de hoedanigheid van algemeen secretaris van deze vakcentrale. Deze functie oefende hij uit tot zijn pensionering in 1969, hij werd opgevolgd door Jack Jones.
Daarnaast werd hij op het 25e ITF-congres te Amsterdam van 1958 in opvolging van de Duitser Hans Jahn verkozen tot voorzitter, een functie die hij uitoefende tot 1960. Hij werd in deze hoedanigheid opgevolgd door de Belg Roger Dekeyzer. Vervolgens werd hij een tweede maal tot voorzitter verkozen op het 27e ITF-congres te Helsinki. Ditmaal oefende hij de functie uit tot 1965 en werd opgevolgd door de Zwitser Hans Düby.
Tevens was hij minister van technologie in de regering Wilson van oktober 1964 tot 11 juni 1966. Hij was de eerste Britse minister met deze bevoegdheid, eveneens opmerkelijk is dat hij een van de twee recente Britse ministers is die niet zetelde als parlementslid in het House of Commons of het House of Lords (de andere was Patrick Gordon Walker).
Cousins overleed aan de gevolgen van een hartaanval. Hij was gehuwd en had vier kinderen.
- Gemeinsame Normdatei: 11867028X
- International Standard Name Identifier: 0000 0000 7858 7877
- Library of Congress Control Number: nb2008015667
- LIBRIS: 235918
- SNAC: w64v9952
- Virtual International Authority File: 91713667
- WorldCat: E39PBJfMhpcg8CbYJ438cxkdQq